# استان ترا وین
استان ترا وین (به لاتین: Trà Vinh Province) یک استان در ویتنام است که در مکونگ دلتا واقع شده‌است.

## خصوصیات
استان ترا وین ۲٬۲۱۵٫۱ کیلومترمربع مساحت و ۱٬۰۱۵٬۸۰۰ نفر جمعیت دارد.